# RK Celje
RK Celje er en slovensk herrehåndboldklub fra byen Celje, Slovenien. Klubben blev etableret i 1946 og ledes af præsidenten Jernej Smisl og har Tomaž Ocvirk som cheftræner. Hjemmekampene bliver spillet i Zlatorog Arena. Holdet spiller pr. 2020, i 1. A državna rokometna liga.